# Calf of Man
Calf of Man (manx: yn Cholloo) – mała wyspa na Morzu Irlandzkim w archipelagu Wysp Brytyjskich, o powierzchni 2,6 km². Położona przy południowo-zachodnim wybrzeżu Wyspy Man, jest oddzielona od niej wąską cieśniną zwaną Calf Sound. Wyraz "calf" pochodzi od staronordyckiego wyrazu "kalfr", który oznacza małą wyspę leżącą blisko innej – większej. Posiada dwóch sezonowych mieszkańców.
Pomiędzy Wyspą Man a Calf of Man znajduje się wysepka Kitterland, a prawie milę na południowy zachód leży wysepka Chicken Rock, wysunięte najbardziej na południe i zachód,  terytorium Wyspy Man.
W 1939 roku, jako ostoja ptaków, wyspa została przekazana Narodowemu Powiernictwu Wielkiej Brytanii, wcześniej pozostawała w prywatnych rękach różnych właścicieli. W 1959 zostało tutaj założone obserwatorium ptaków, które uzyskało w 1962 status oficjalnego obserwatorium Wielkiej Brytanii.
Wyspa Calf of Man obecnie szczyci się statusem obszaru o największej gęstości latarni morskich na świecie: dwie latarnie zostały wybudowane w 1818 r. przez inżyniera Roberta Stevensona, by ostrzegać przed niebezpieczeństwami okolic wysepki Chicken Rock przy południowym krańcu Calf of Man. W 1875 zostały one zastąpione latarnią powstałą bezpośrednio na samej wysepce Chicken Rock. W 1968 r. trzecia latarnia powstała znów na Calf of Man po dotkliwym pożarze, który zniszczył latarnię na Chicken Rock. Latarnia na Chicken Rock została później odbudowana.